# 21st Century Tower
21st Century Tower ist der Name eines Wolkenkratzers in Dubai. Zum Zeitpunkt der Fertigstellung war es das höchste Wohngebäude der Welt, bevor es 2005 vom Q1 Tower übertroffen wurde. Das 269 Meter hohe Gebäude wurde im Jahr 2003 in der Sheikh Zayed Road fertiggestellt und besitzt 55 Stockwerke. Die höchste Etage befindet sich in 185,7 Metern Höhe.
Der Name des Turms soll Ausdruck für das Leben im 21. Jahrhundert (engl. 21st century) sein.